# Steve Sapontzis
Stephen F. Sapontzis is een Amerikaans emeritus-hoogleraar filosofie aan de California State University - Long Beach. 
Sapontzis houdt zich bezig met ethiek en bio-ethiek, met name in verband met dierenrechten. Hij gaf van 1971 tot 1999 les aan de California State University en is sinds 1984 adjunct-hoofdredacteur van Between the Species: A Journal of Ethics.